# 臨淄区体育場
臨淄区斉都文化体育城体育場（りんしくさいとぶんかたいいくじょうたいいくじょう、簡体字中国語: 临淄区齐都文化体育城体育场、英: Linzi Stadium）は、中華人民共和国の山東省淄博市にある多目的スタジアムである。

## 概要
1996年に建設された後、2009年にAFC U-19選手権2010に向けて改修された。収容人数は17,000人、総敷地面積は46,700平方メートル。主にサッカーの試合に用いられる。
2010年にはAFC U-19選手権2010の会場となった他、2009年には、山東省で開催された第11回中華人民共和国全国運動会のサッカー競技の会場として使用されている。

## 交通アクセス
中国国鉄の臨淄駅より徒歩約10分。